# Paul Gallard-Lépinay
Pour les articles homonymes, voir Gallard et Lépinay.
Charles Paul Emmanuel Gallard-Lépinay, né le 23 mai 1842 à Aulnay en Charente-Maritime et mort le 6 mars 1885 dans le 17e arrondissement de Paris, est un artiste peintre français, spécialisé dans les sujets de marine.

## Biographie
Il est l'élève de Claudius Jacquand.
Il devient Peintre officiel de la Marine en 1882.
Il est l'un des fondateurs et illustrateurs de la revue Le Yacht.

## Œuvres en collections publiques
- Marine : vue de Venise, huile sur toile, 45 x 68 cm, Abbeville, musée Boucher-de-Perthes [3].
- Trois-mâts vent arrière rentrant au port, huile sur toile, 45,5 x 80,3 cm, Saint-Vaast-la-Hougue, musée maritime de l'île Tatihou [4].
- Combat du 13 Prairial, An II, Quimper, musée des beaux-arts.